# 若松町 (屏東市)

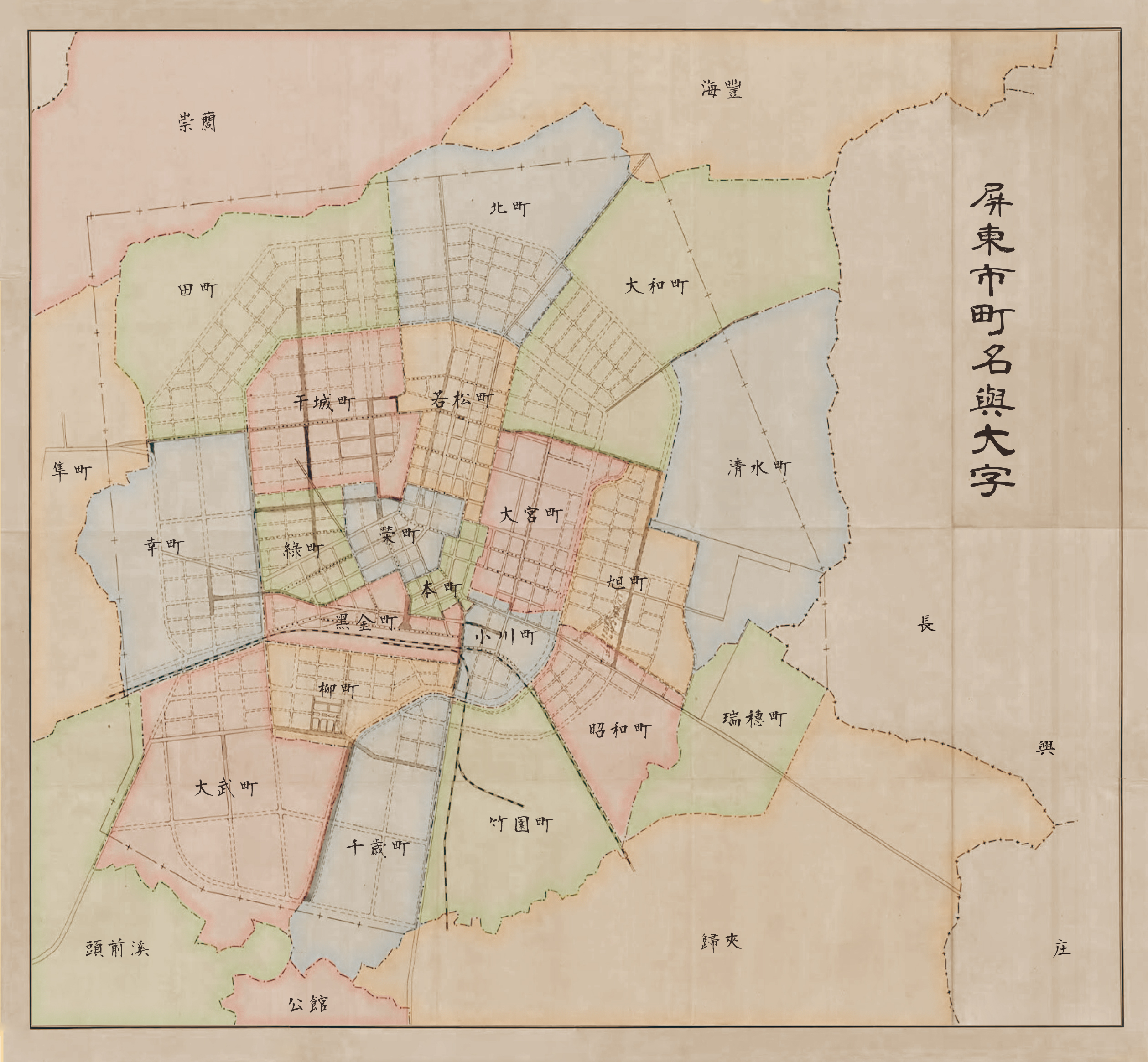
屏東市町名與大字

若松町為屏東市在台灣日治時期的一個行政區，分為四丁目，於1939年4月1日設立，為屏東市的21個町之一。若松町的範圍約為現今地籍街頭段三至六小段，大約為明正里、太平里、斯文里、勝利里東側和泰安里北側。

## 町內設施
- 臺灣軍經理部屏東出張所
- 屏東稅務出張所
- 臺灣日日新報社屏東支局
- 若松町小賣市場[2]
- 淨土宗報恩寺